# Ammophila cora
Ammophila cora är en biart som beskrevs av Cameron 1888. Ammophila cora ingår i släktet Ammophila och familjen grävsteklar. Inga underarter finns listade i Catalogue of Life.